# Sojuz 7
Sojuz 7 (kod wywoławczy Буран - Buran, "Burza śnieżna") stanowił część wspólnej misji, wraz ze statkami Sojuz 6 i Sojuz 8, w ramach której trzy pojazdy i siedmiu kosmonautów przebywało na orbicie jednocześnie.

## Załoga

### Podstawowa
- Anatolij Filipczenko (1) - dowódca
- Władisław Wołkow (1) - inżynier lotu
- Wiktor Gorbatko (1) - specjalista misji

### Rezerwowa
- Władimir Szatałow (2)
- Aleksiej Jelisiejew (2)
- Piotr Kołodin (1)

### Druga rezerwowa
- Andrijan Nikołajew (2)
- Gieorgij Grieczko (1)
- Piotr Kołodin (1)

## Opis misji
Głównym celem misji było połączenie się z kapsułą Sojuz 8 i przeniesienie załogi na jej pokład, tak jak to miało miejsce w wypadku kapsuł Sojuz 4 i Sojuz 5. Załoga Sojuza 6 miała filmować operację.
Misji nie wykonano, przez awarie sprzętu. Źródła radzieckie utrzymywały potem, że nie planowano w ogóle manewru dokowania - wydaje się to jednak mało prawdopodobne - pojazdy były wyposażone w węzły cumownicze, a załoga Sojuza 8 składała się z weteranów wcześniejszego udanego dokowania. Misja ta stanowiła ostatni orbitalny test radzieckiej technologii lotów na Księżyc, i jej niepowodzenie mogło przesądzić o niepowodzeniu całego programu.